# Ad Boogaerts

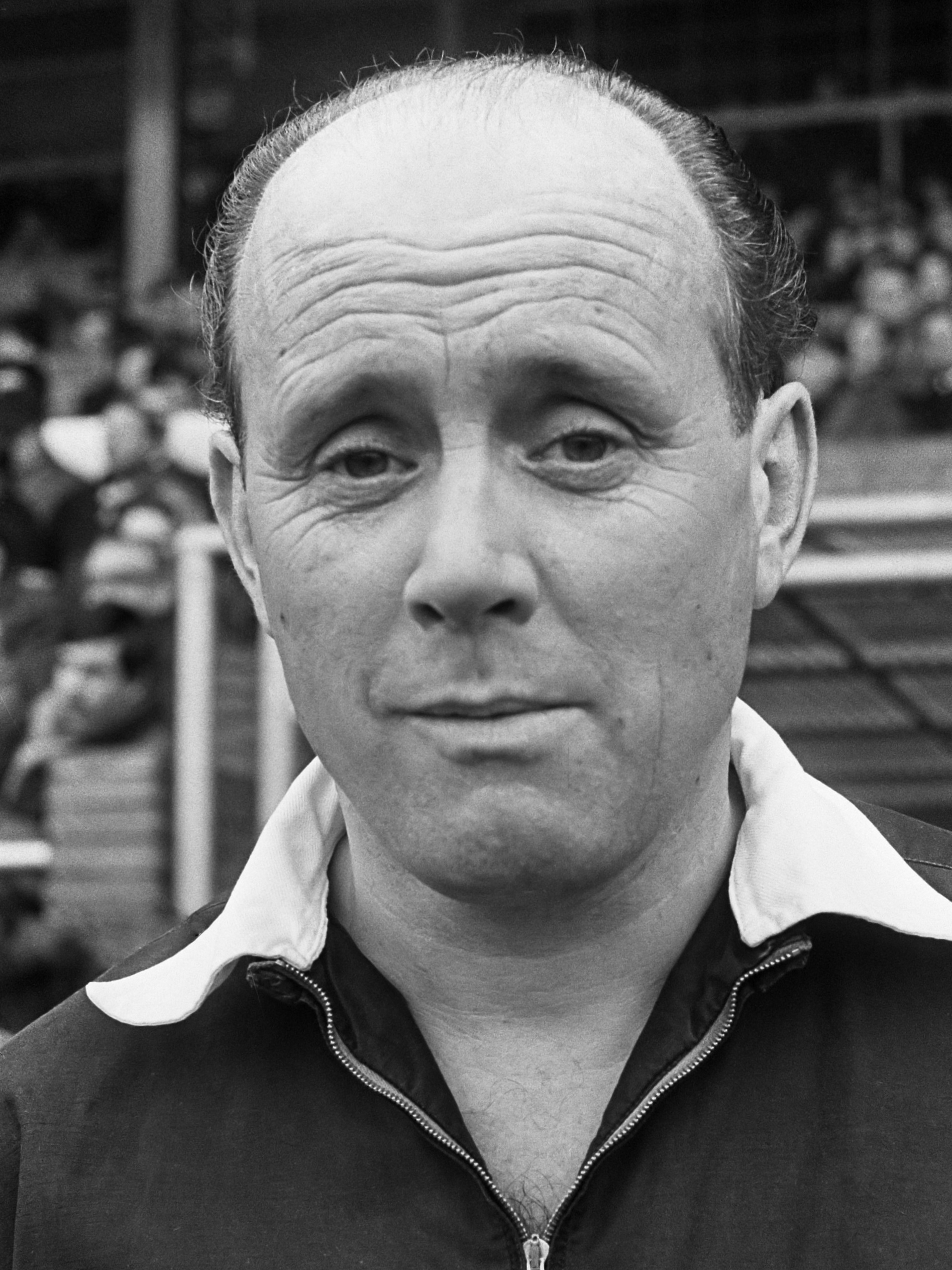
Ad Boogaerts (1968)

Ad Boogaerts (Dordrecht, 20 augustus 1925 – Groenlo, 8 juni 2010) was een Nederlands voetbalscheidsrechter.                                                                 

## Voetbal
Door voetbalvader Adrianus Boogaerts ging Ad Boogaerts bij de amateurvoetbalclub D.F.C. uit Dordrecht voetballen, wat hij tot 1942 bleef doen. Het hoogste bereikte niveau was het derde elftal van D.F.C. Daarna floot hij tien jaar lang juniorenwedstrijden. In 1952 stapte hij over naar de Dordtse bond en een jaar later naar de grote bond, om vervolgens in 1956 betaald voetbal te gaan fluiten. Van 1962 tot 1972 behoorde hij tot het korps der internationale FIFA-scheidsrechters. 
Ad Boogaerts was van het type scheidsrechter dat er altijd bovenop zat en de meeste problemen binnen de lijnen verbaal oploste. In al die zestien jaren dat hij floot heeft hij er ooit één speler uit moeten sturen, dat was Koos Knoef van Heracles.

## Privé en zakelijk
Ad Boogaerts werkte bij de Volkswagendealer AMES als vertegenwoordiger, terwijl zijn verloofde Agaath in hun sigarenzaak op het Scheffersplein in Dordrecht werkte. In 1955 zijn ze getrouwd. Ze kregen twee zoons, Lucien en Edwin. In 1974 gingen Ad en Agaath in de herenconfectie.

## Enkele belangrijke en bijzondere wedstrijden van Ad Boogaerts
02-09-1962 Feyenoord - Ajax 1-1

16-09-1962 Volewijckers - Blauw Wit 2-1

Tijdens deze wedstrijd wordt Boogaerts vanaf twee meter met een bal bovenop z'n neus knock-out geschoten door Volewijcker Piet Boogaard. De wedstrijd werd wel uitgespeeld, maar later bleek Boogaerts een hersenschudding te hebben.

22-09-1963 Feyenoord - Ajax 1-1

14-01-1965 Arsenal - Rouen 1-0

01-12-1965 Leeds United - SC Leipzig 2-1

27-03-1966 Ajax - Heracles 1-0

Bij een penalty voor Ajax kwam, nadat eerst Koos Knoef van het veld was gestuurd, een woedende Heracles-supporter op scheidsrechter Boogaerts afgestormd en die werd meteen door Boogaerts met een rechtse directe neergeslagen. Boogaerts verklaarde later dat als zich ooit een bedreigende situatie zou voordoen, hij de eerste dreun zou uitdelen.

13-11-1966 Ajax - Feyenoord 5-0

18-01-1970 DWS - Feyenoord 0-3

Na rust ging Boogaerts knock-out door de botsing met Kamminga van DWS. Ook deze wedstrijd werd weer hervat met een lichte hersenschudding.

15-11-1970 Sparta - Feyenoord 1-1 

Legendarisch moment is dat doelman Eddy Treijtel met een heel hoge uittrap een meeuw uit de lucht schiet, die vervolgens dood op het veld viel.

27-05-1971 Ajax - Feyenoord 1-3

15-04-1972 Feyenoord - Ajax 1-5

09-06-1972 Feyenoord - Uruguay 0-0

Afscheidswedstrijd in De Kuip van Coen Moulijn, maar ook van scheidsrechter Boogaerts.